# Provinciale weg 272
De provinciale weg N272 is een provinciale weg in Noord-Brabant. De tweebaansweg verbindt Beek en Donk met Boxmeer. In Beek en Donk sluit deze weg aan op de N279 en de N615. In Boxmeer gaat de weg over in de "Sint Anthonisweg" en is er een aansluiting op de A73. Op het tracé zijn enkele grote kruispunten, die door middel van verkeerslichten of rotondes geregeld worden. In enkele gevallen is gebruikgemaakt van viaducten. De weg draagt de volgende straatnamen: Sint Anthonisweg, Provinciale Weg, Steenakker, Gemertseweg, Elsendorpseweg, Peeldijk, Oost-Om, Zuid-Om, Beeksedijk en Gemertseweg.

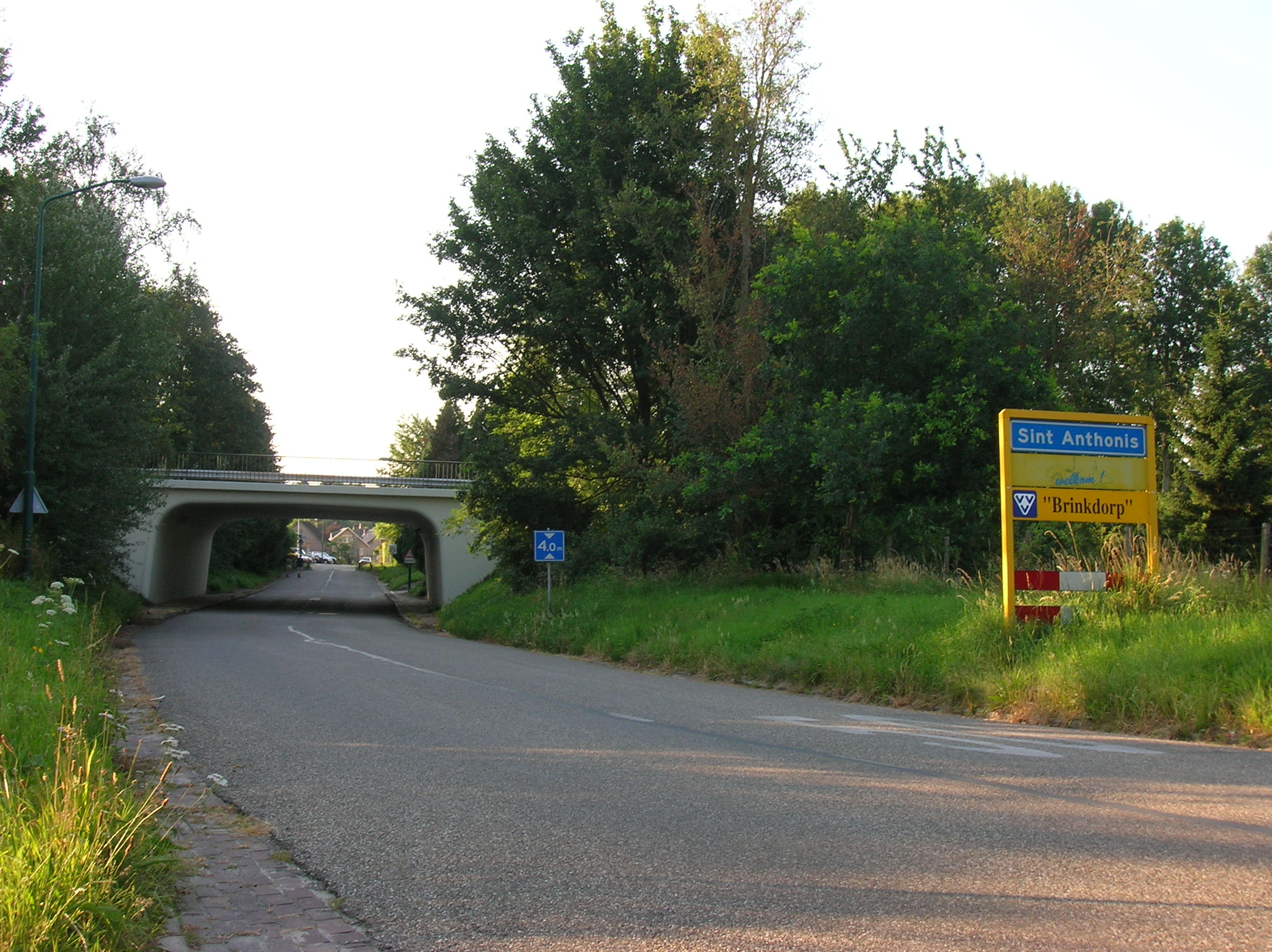
De N272 kruist de Lepelstraat in Sint Anthonis

## Rijstrookconfiguratie
| Van           | Naar         | Rijstroken |
| ------------- | ------------ | ---------- |
| Sint-Anthonis | Beek en Donk | 1x2        |

N62 · N69 · N251 · N252 · N253 · N254 · N255 · N256/A256 · N257 · N258 · N260 · N261 · N262 · N263 · N264 · N266 · N267 · N268 · N269 · N270/A270 · N271 · N272 · N273 · N274 · N275 · N276 · N277 · N278 · N279 · N280 · N281 · N282 · N283 · N284 · N285 · N286 · N287 · N288 · N289 · N290 · N291 · N292 · N293 · N294 · N295 · N296 · N296n · N297 · N298 · N300 · N321 · N322 · N324 · N329 · N389 · N394 · N395 · N396 · N397

N556 · N562 · N564 · N570 · N572 · N590 · N595 · N598 · N601 · N602 · N605 · N607 · N612 · N613 · N615 · N616 · N617 · N618 · N620 · N622 · N625 · N629 · N631 · N632 · N637 · N638 · N639 · N640 · N641 · N651 · N652 · N653 · N654 · N655 · N656 · N658 · N659 · N660 · N661 · N662 · N663 · N664 · N665 · N666 · N667 · N668 · N669 · N670 · N671 · N673 · N674 · N675 · N676 · N682 · N683 · N686 · N689 · N690 · N831 · N843

Voormalige provinciale wegen: N299 · N551 · N552 · N553 · N554 · N555 · N560 · N561 · N563 · N565 · N566 · N567 · N568 · N571 · N574 · N580 · N581 · N582 · N583 · N584 · N585 · N586 · N587 · N588 · N589 · N591 · N592 · N593 · N594 · N596 · N597 · N603 · N604 · N606 · N608 · N610 · N611 · N614 · N619 · N621 · N623 · N624 · N626 · N628 · N630 · N634 · N642 · N657